# Harriet Samuel
Harriet Samuel, född 1836, död 1908, var en engelsk juvelerare. 
Hon grundade 1863 den berömda juvelerarfirman H. Samuel. 